# SV Watervogels
SV Watervogels was een Nederlandse amateurvoetbalclub uit de Duinbuurt in Den Helder. De club werd opgericht op 21 november 1931. De clubkleuren waren zwart-wit. In 2013 gingen de Watervogels op in FC Den Helder.

## Algemeen

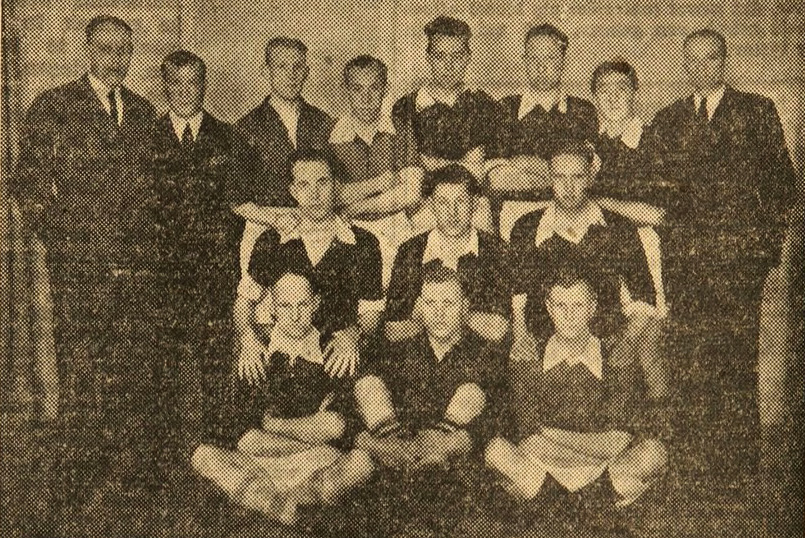
Foto van het kampioenselftal van Watervogels in 1946.

In juli 1935 won Watervogels het Gouden Kruis nadat MFC in eigen huis met 9-0 werd verslagen.
In april 1936 werden met F. Been en K. Been twee Watervogels-spelers opgenomen in het Noordhollands voetbalelftal van de NHVB. In het seizoen 1945/46 werd Watervogels ongeslagen kampioen van de Vierde Klasse A.
In 1955 was Kap Stuive een veelbelovend voetballer, die op 16-jarige leeftijd debuteerde als rechtsbuiten in het eerste elftal en daarna zijn overschrijving had aangevraagd naar profclub Alkmaar '54.
Op 11 november 1982 werd de eerste steen gelegd voor de nieuwe kantine van Watervogels, op het Watervogels-terrein op Sportpark De Streepjesberg. Na een brand in augustus 2013, bleef het gebouw nog een paar jaren staan, alvorens het in januari 2016 tegen de vlakte ging.
De ploeg van 1983/84 staat bij veel Helderse voetballiefhebbers bekend als de cupfighters van het Helders stadskampioenschap, toen de Torren de finale van dit bekertoernooi bereikten tegen het grotere HRC en deze uiteindelijk nipt met 1–2 verloor.
Watervogels speelde zijn wedstrijden op het Watervogels-terrein aan de Hagendoornstraat op sportpark De Streepjesberg. Het eerste elftal dat in de Vijfde klasse zondag uitkwam, werd na een aantal incidenten in december 2012 uit de competitie gehaald. Sinds oktober van dat jaar werden de wedstrijden van de club gespeeld bij buurman FC Den Helder. Het tweede team maakte het seizoen nog wel af, maar ging daarna verder onder de vlag van FC Den Helder waarmee Watervogels ophield te bestaan. Voor het voormalige Watervogels-terrein waren na het vacant worden ervan vanuit gemeente Den Helder plannen voor woningbouw maar deze plannen gingen later voor onbepaalde tijd de ijskast in.

## Erelijst
| Competitie                                 | Winnaar | Winnaar                | Runner up | Runner up  |
| Competitie                                 | Aantal  | Jaren                  | Aantal    | Jaren      |
| ------------------------------------------ | ------- | ---------------------- | --------- | ---------- |
| Koninklijke Nederlandse Voetbalbond (KNVB) |         |                        |           |            |
| Vierde klasse                              | 1×      | 1946                   | 1×        | 1950       |
| Zesde klasse                               |         |                        | 1×        | 2007       |
| Achtste klasse                             | 1×      | 2000                   |           |            |
| Noordhollandsche Voetbalbond (NHVB)        |         |                        |           |            |
| Gouden Kruis                               | 1×      | 1935                   |           |            |
| Eerste klasse                              | 4×      | 1936, 1960, 1963, 1975 | 1×        | 1935       |
| Tweede klasse                              |         |                        | 2×        | 1987, 1990 |
| Communaal (HVB)                            |         |                        |           |            |
| Helders kampioenschap                      |         |                        | 1×        | 1984       |

## Competitieresultaten 1937–2012
| 2D |

| 2 2D |

| 2 1D |

| 1 1D |

| 3 4A |

| 4 4A |

| 9 4A |

| 7 |

| 9 4A |

| 4 4A |

| 3 4A |

| 5 4A |

|  |

| 1 4A |

| 4 4A |

| 5 4A |

| 3 4A |

| 2 4A |

| 4 4B |

| 11 4A |

| 11 4A |

| 11 4A |

| 10 4A |

| 10 4A |

| 11 4A |

| 8 1C |

| 4 1C |

| 1 1C |

| 7 4A |

| 11 4A |

| 1 1C |

| 3 4A |

| 5 4A |

| 3 4A |

| 11 4A |

| 10 4A |

| 12 4A |

| 12 |

|  |

| 1 1B |

| 4 |

| 5 |

| 9 |

|  |

|  |

| 12 |

| 7 1A |

| 10 1A |

| 11 1A |

| 5 1A |

|  |

| 2 2A |

| 5 2A |

| 6 2A |

| 2 2A |

| 11 1A |

|  |

| 11 2A |

|  |

|  |

|  |

| 5 8B |

| 3 8B |

| 3 8A |

| 1 8A |

| 5 7A |

| 4 6A |

| 8 5A |

| 4 5B |

| 12 5A |

| 5 6A |

| 2 6A |

| 11 6A |

| 5 6A |

| 3 6A |

| 11 5A |

| 12 5A |

| Vierde klasse | Vijfde klasse | Hoofdklasse NHVB | Eerste klasse NHVB | Tweede klasse NHVB | Zesde klasse | Zevende klasse | Achtste klasse | Noodcompetitie |

In elke staaf van de grafiek staat van boven naar beneden vermeld: 
- Eindnotering

Dit is de positie die de club heeft bereikt in de competitie, zonder eventuele beslissings-, play-off- of nacompetitiewedstrijden die nodig zijn geweest om bijvoorbeeld de kampioen van de competitie te bepalen.
Indien een * achter het getal staat is de notering een tussenstand en kan het zijn dat de notering niet overeenkomt met de uiteindelijke eindstand van de competitie.
Staat er een - dan is het seizoen nog bezig en is er geen definitieve uitslag bekend.
Staat er xx op de positie van de notering, dan heeft de club vroegtijdig de competitie verlaten. Dit kan onder andere komen door terugtrekking van het team, faillissement van de club of door een uitgedeelde straf van de KNVB. In veel gevallen staat elders in het artikel de reden vermeld.
Staat er een ? dan is het resultaat uit het verleden onbekend, en is alleen de competitie of het niveau bekend van dat seizoen.
In de seizoenen 2019/20 en 2020/21 werd wegens de coronacrisis het amateurvoetbal afgebroken. Daardoor kennen deze staven geen eindklassering (middels -- weergegeven).
- Competitieniveau en afdelingsletter of Officiële eindstand Eredivisie
  - Competitieniveau en afdelingsletter

Hierbij geeft het getal het niveau weer, dat ook terug te vinden is in de legenda. De letter is de afdelingsaanduiding en wordt gebruikt wanneer er meer afdelingen zijn op hetzelfde niveau. De afdelingsletter is altijd een hoofdletter en wordt meestal zonder nummer gebruikt.
Voorbeeld: 2F is niveau 2e klasse competitie F.
Het competitieniveau en nummer wordt niet vermeld wanneer er slechts één competitie van dit niveau was.
  - Officiële eindstand Eredivisie (getal staat tussen haakjes vermeld)

Sinds de introductie van play-offwedstrijden voor Europees voetbal na afloop van de reguliere competitie in 2005/06, is de KNVB verplicht een eindstand van de Eredivisie door te geven aan de UEFA aan de hand van deze play-offwedstrijden.
Bij deze eindstand staan clubs die zich hebben gekwalificeerd voor Europees voetbal hoger dan clubs die zich niet wisten te kwalificeren. Indien er geen verschil was tussen de eindnotering en de officiële eindstand, staat dit getal niet vermeld.

- Onderafdeling

Hier staat afgekort de naam van de onderafdeling indien de club in dat jaar in een onderafdeling uitkwam. Tevens staat deze afkorting in de legenda en wordt gelinkt naar het artikel over deze onderafdeling. Deze afkorting wordt alleen vermeld wanneer de club in het verleden in verschillende onderafdelingen heeft gespeeld. Deze vermelding is in de staaf altijd in kleine letters. Deze onderafdelingen zijn na het seizoen 1995/96 afgeschaft. Heeft de club in slechts één onderafdeling gespeeld, dan is dit alleen terug te vinden in de legenda.
Onder de staaf staat het jaartal vermeld waarin het seizoen is afgesloten. 15 verwijst naar het seizoen 2014/15 of eventueel het seizoen 1914/15.
Wanneer een staaf leeg is, zijn deze gegevens niet bekend. Het kan ook zijn dat de club dat seizoen niet heeft meegespeeld op het hogere amateurniveau, vroegtijdig de competitie heeft verlaten of uit de competitie is gezet.

In het seizoen 1944/45 was er wegens de Tweede Wereldoorlog geen regulier competitievoetbal.
Opgeheven: VV Atlas · HVV Batavier · AFC Concordia · Heldersche Boys · HFC Helder · HRC · MLD · OKK · FC Pellor · RKHV Geel-Wit · SHBS · SV Sparta · VV Victori · SV Watervogels · WGW